# Scapania albicans
Scapania albicans là một loài rêu tản trong họ Scapaniaceae. Loài này được (L.) Rabenh. miêu tả khoa học lần đầu tiên năm 1863.